# Светослав Колев
Светослав Бончев Колев е български икономист и политик, депутат в XLV народно събрание.

## Биография
Роден е на 27 юли 1984 г. в Стара Загора.
През 2003 г. завършва в ГПЧЕ „Ромен Ролан“ с английски и френски. Бакалавър по финанси и магистър по финансов мениджмънт в Нов български университет. Управител на Индустрилна зона – Казанлък.
Избиран е за депутат в XLV и XLVI народно събрание от 27 МИР Стара Загора от листата на Коалиция Изправи се! Мутри вън!